# فيصل أدن
فيصل أدن مواليد 1989 في مقديشو، هو لاعب كرة سلة صومالي. بدأ مسيرته الاحترافية في سنة 2012. يبلغ طوله 6 قدم 5 بوصة (2.0 م). اعتزل اللعب في 2013.

## روابط خارجية
- فيصل أدن على موقع كرة السلة الأوروبية.كوم (الإنجليزية)
- فيصل أدن على موقع كلية كرة السلة في سبورتس رفرنس.كوم (الإنجليزية)
- فيصل أدن على موقع ريلجم (الإنجليزية)
- فيصل أدن على موقع بروبوليرز (الإنجليزية)
- فيصل أدن على موقع سبورتس رفرنس (الإنجليزية)